# Cristián Sánchez Garfias
Luis Cristián Sánchez Garfias (Las condes, Santiago, 19 de junio de 1951) es un director,  guionista y académico de cine chileno.

## Biografía
Ingresa a estudiar teatro en la desaparecida Escuela de Artes de la Comunicación (EAC) de la Pontificia Universidad Católica de Chile, pero poco tiempo después cambia a la carrera de dirección de arte en cine dentro de la misma escuela.

## Estilo
Su trabajo cinematográfico se desarrolla en tiempos de acontecimientos políticos claves para Chile y sus producciones desarrolladas durante el período dictatorial, configuran un "estilo multifocal" dentro de las obras. Sánchez configura de forma misteriosa los hechos políticos ocurridos entre 1975 y 1990, componiendo planos y secuencias, en donde la represión extrema se cuela dentro de la imagen de la narrativa central.
-Me siento discípulo de Ruiz, pero no un imitador de su trabajo. Él, para mí, sigue siendo un gran referente y es uno de los grandes creadores de la imagen-tiempo en su acepción de imagen-simulacro, que se expresa en un espacio neobarroco, pero mi cine ha seguido un camino distinto que es el de componer fuerzas y no formas.

Para una entrevista para la Revista de Cine Mabuse (12.01.2007)

## Filmografía
| Año       | Título                                       | Duración | Formato     | Tipo                  |
| --------- | -------------------------------------------- | -------- | ----------- | --------------------- |
| 1971      | Cosita                                       | 8 min    | 16 mm       |                       |
| 1971      | Así hablaba astorquiza                       | 30 min   | 16 mm       |                       |
| 1972      | El que se ríe se va al cuartel               | 16 min   | 16 mm       | Ficción (Destruida)   |
| 1973      | Esperando a Godoy                            | 150 min  | 16 mm       |                       |
| 1974      | La Ermita del Socorro                        | 16 min   | 16 mm       | Documental            |
| 1975      | Vías paralelas                               | 105 min  | 16 mm       |                       |
| 1978      | Susana                                       | 20 min   | U-matic 3/4 |                       |
| 1979      | El zapato chino                              | 77 min   | 16 mm       |                       |
| 1982      | Los deseos concebidos                        | 128 min  | 16 mm       |                       |
| 1983      | El otro round                                | 62 min   | U-matic 3/4 |                       |
| 1985-1993 | El cumplimiento del deseo                    | 87 min   | 16 mm       |                       |
| 1995      | Cuídate del agua mansa                       | 90 min   | 16 mm       |                       |
| 1998      | Cautiverio feliz                             | 118 min  | 16 mm       | Versión larga 158 min |
| 2003      | Camino de sangre                             | 50 min   | Mini DV     | Posproducción         |
| 2011      | El paso del héroe y el círculo de los deseos | 55 min   | Digital     | Documental            |
| 2008-2013 | Tiempos malos                                | 138 min  | 35 mm       |                       |
| 2020      | La promesa del retorno                       | 70 min   | Digital     |                       |
| 2020      | Date una vuelta en el aire                   | 80 min   | Digital     |                       |
| 2023      | Voy y vuelvo                                 | 74 min   | Digital     |                       |